# Tallerkensmækker
Tallerkensmækker (Tropaeolum majus) er en enårig, urteagtig plante med en krybende og delvist slyngende vækst. Hele planten lugter og smager skarpt af sennepsolier, dvs. kål- eller sennepsagtigt. Den kaldes også almindelig blomsterkarse.

## Beskrivelse
Stænglen er hårløs og tyk, men skrøbelig. Den bærer spredstillede blade, som er hele og skjoldformede med hel rand og ni radiære bladribber. Oversiden er hårløs og lysegrøn, men undersiden er en smule lysere.
Blomstringen foregår i juni-oktober, hvor man finder blomsterne siddende enkeltvis fra bladhjørnerne. De er 5-tallige og næsten regelmæssige, dog sådan at de to øverste kronblade er helrandede, mens de tre nederste er let frynsede. Farven er gul-orange-rød. I nogle tilfælde bærer planten blomster helt indtil december. Frugterne er en delfrugt, som spaltes i tre dele.
Rodsystemet er forholdsvis spinkelt med en hovedrod og nogle få, grove siderødder.
Højde x bredde og årlig tilvækst: 0,30 x 2,50 m (30 x 250 cm/år).

## Hjemsted
Planten er egentlig en hybrid og har som sådan intet hjemsted. Forældrearterne kendes ikke med sikkerhed, men stammer fra det vestlige Sydamerika (Brasilien, Colombia og Peru), hvor de vokser langs floderne og på andre fugtige steder.

## Anvendelse
Planten dyrkes som prydplante i danske haver og bruges lejlighedsvis også som nytteplante (i salater først og fremmest).
| Portal | Portal:Botanik |